# Кузнецов Владислав Олександрович
Кузнецов Владислав Олександрович (*26 лютого 1942 р., м. Саранськ Мордовії) — доктор технічних наук, професор кафедри поліграфічних і пакувальних машин та технології пакування Української академії друкарства.

## Біографія
Народився у м. Саранськ Мордовської АР РСФРР. Навчався у 1961–1968 рр. в УПІ ім Ів. Федорова. Навчання переривалось службою у лавах Збройних сил.
Одружений. Має двох дітей.

## Наукова та викладацька діяльність
На викладацькій роботі з 1982 року. Пройшов шлях від асистента до професора кафедри.
Викладає дисципліни: «Автоматизоване проектування в середовищі AutoCAD»; «САПР циклових механізмів поліграфічних і пакувальних машин»; «Основи технічної творчості».
Захистив у 1982 році кандидатську дисертацію на тему «Автоматизований критеріальний синтез комбінованих кривошипних і кулачково-важільних механізмів поліграфічних машин».
Захистив у 2013 році докторську дисертацію на тему «Розроблення теоретичних основ синтезу циклових механізмів поліграфічних і пакувальних машин критеріальними методами» (науковий консультант Полюдов О. М.).

## Творчий доробок
Автор понад 90-ти наукових та навчально-методичних публікацій та монографії.
Напрям наукової діяльності — розроблення систем автоматизованого проектування циклових механізмів пакувальних і поліграфічних машин-автоматів, картонних засобів пакування з елементами оптимізації.

## Нагороди
Успішно керує СНР. Його учні щорічно отримують вищі нагороди на міжнародних конференціях, а також подяки від міністрів МОН України.